# Eine Minute der Menschheit
Eine Minute der Menschheit (Originaltitel: One Human Minute) ist ein 1983 erschienenes Buch des polnischen Autors Stanisław Lem. Es handelt sich dabei um eine fiktive Rezension, also eine Buchbesprechung eines nicht existenten Buches. Das Buch bildet den ersten Band der dreibändigen "Bibliothek des 21. Jahrhunderts" Lems, die mit "Waffensysteme des 21. Jahrhunderts" und dem abschließenden Band "Das Katastrophenprinzip" fortgesetzt wurde.

## Inhalt
Das nicht existente Buch, das ebenfalls den Titel One Human Minute trägt, beschreibt anhand statistischer Daten, was alles innerhalb einer Minute in der Menschheit geschieht, wie z. B. die Anzahl der Geburten und Todesfälle, wobei diese wiederum in die Todesursachen aufgeschlüsselt sind. Der Rezensent macht darauf aufmerksam, dass das Buch, so sehr es auch der Wahrheit verpflichtet ist und die Gesamtheit dessen, was die Menschheit in einer Minute erlebt, darzustellen bemüht ist, es doch nur einen begrenzten Ausschnitt der Wirklichkeit menschlicher Erfahrungen beinhalten kann. So bemerkt er, dass in dem Buch die negativen Ereignisse überwiegen. Er erklärt das aber damit, dass es für negative Ereignisse eher statistische Daten gibt als für positive. Eine Statistik der Verbrechen gibt es, aber eine Statistik der guten Taten nicht. Gänzlich fehlt auch die Erfahrung höherer Gefühle wie die Liebe, insbesondere lässt sich deren Intensität nicht ermitteln.
Zum Abschluss verweist der Rezensent darauf, dass das Buch nur mit Hilfe von Computern erstellt werden konnte, und in einem ergänzenden Kapitel stellt er eine elektronische Ausgabe des Buches vor, die nur im Computer gelesen werden kann und immer die aktuellen Daten enthält, sowie auch für vergangene und zukünftige Minuten eine Darstellung ermöglicht.

## Ausgaben
- Stanisław Lem: Eine Minute der Menschheit. Aus dem Polnischen von Edda Werfel. Suhrkamp, Frankfurt am Main 1983, ISBN 3-518-37455-9;  (= Suhrkamp-Taschenbuch 955)